# Ischnopterapion modestum
Ischnopterapion modestum – gatunek chrząszcza z rodziny pędrusiowatych i podrodziny Apioninae. Zamieszkuje Europę i zachód Afryki Północnej. Żeruje na komonicach.

## Taksonomia
Gatunek ten opisany został po raz pierwszy w 1817 roku przez Ernsta Friedricha Germara pod nazwą Apion modestum.

## Morfologia
Chrząszcz o ciele długości od 2 do 2,5 mm. Ubarwienie ma czarne, silniej niż u I. loti połyskujące, na pokrywach połysk jest metalicznie ciemnoniebieski u populacji południowoeuropejskich, a niewyraźnie spiżowo-zielony u populacji z bardziej północnej części zasięgu. Połysk i owłosienie wierzchu ciała są słabiej zaznaczone niż u I. aeneomicans.
Ryjek jest mocniej zakrzywiony niż u I. fallens oraz nieco smuklejszy niż u I. loti, u samca tak długi jak głowa i przedplecze razem wzięte, a u samicy trochę dłuższy. Dość cienkie czułki osadzone są w nasadowej połowie ryjka nieopodal jego środka.
Na powierzchni szerszego niż dłuższego przedplecza występują dość gęsto rozmieszczone punkty o wyraźnie widocznych, wypłaszczonych dnach oraz krótkim, podłużnym dołku przedtarczkowym. Tarczka jest krótka, naga i niepunktowana. Pokrywy są zwykle bardziej zwarte i mocniej ku tyłowi rozszerzone niż u I. loti, o długości mniejszej niż półtorakrotność łącznej szerokości, najszersze zawsze za środkiem długości, po bokach zaokrąglone, o szerszych od rzędów, mikrosiateczkowanych i niewyraźnie punktowanych międzyrzędach. Pierwszy człon stóp nie jest wyraźnie dłuższy od następnego.
Spośród widocznych sternitów odwłoka pierwszy i drugi rozdzielone są kompletnym, choć delikatnym szwem. Genitalia samca mają edeagus o krótkiej płytce tegmenu, szerokim wcięciem rozdzielonych płatach parameroidalnych i zaokrąglonym w widoku grzbietowym oraz prostym w widoku bocznym wierzchołku płata środkowego (prącia).

## Ekologia i występowanie
Owad preferujący stanowiska wilgotne, zasiedlający głównie wilgotne łąki i pobrzeża wód. Zarówno larwy, jak i postacie dorosłe są monofagicznymi fitofagami żerującymi na komonicy błotnej i Lotus lancerottensis. Larwy są endofagiczne i rozwijają się wewnątrz strąków, prowadząc do ich miejscowych rozdęć i odkształceń. Aktywne postacie dorosłe obserwuje się od kwietnia do września.
Gatunek palearktyczny. W Europie znany jest z Portugalii, Hiszpanii, Irlandii, Wielkiej Brytanii, Francji, Luksemburga, Niemiec, Szwajcarii, Włoch, Danii, Szwecji, Polski, Czech, Bułgarii, Czarnogóry, Macedonii Północnej i Grecji, a w Afryce z Maroka i Algierii. Przypuszczalnie obecny w niektórych innych krajach regionu, ale nie wykazywany wskutek nie odróżniania od gatunków podobnych.